# Тече вода з-під явора…
«Тече вода з-під явора…» — вірш Тараса Шевченка 1860 року, написаний у С.-Петербурзі.

## Написання та автографи
Зберігся чистовий автограф вірша у «Більшій книжці». Дата в автографі: «7 ноября». Вірш датується дослідниками за автографом та його місцем у «Більшій книжці» серед творів 1860-го: 7 листопада 1860 року, та місцем написання — С.-Петербург.

## Публікація
Вперше вірш надруковано в журналі «Основа» 1861 року (№ 6, стор. 48) за «Більшою книжкою», з дрібним виправленням у рядку 15: «Ловлять ряску — розмовляють». За першодруком зроблено список невідомою рукою в рукописній збірці «Сочинения Т. Г. Шевченко» 1862 року.
До збірки творів вірш уперше введено у виданні: «Кобзарь Тараса Шевченка / Коштом Д. Е. Кожанчикова» 1867 року (СПб., стор. 660—661), де подано за першодруком.

## Сюжет
Вірш складається з трьох лірично-елегійних строф, в яких стисло й гармонійно поєднано пейзажно-описовий і настроєво-рефлексійний елементи.

## Музика
На слова цього вірша музику написали М. Лисенко, С. Воробкевич, Я. Степовий, Я. Ярославенко й інші.